# 가뇨아

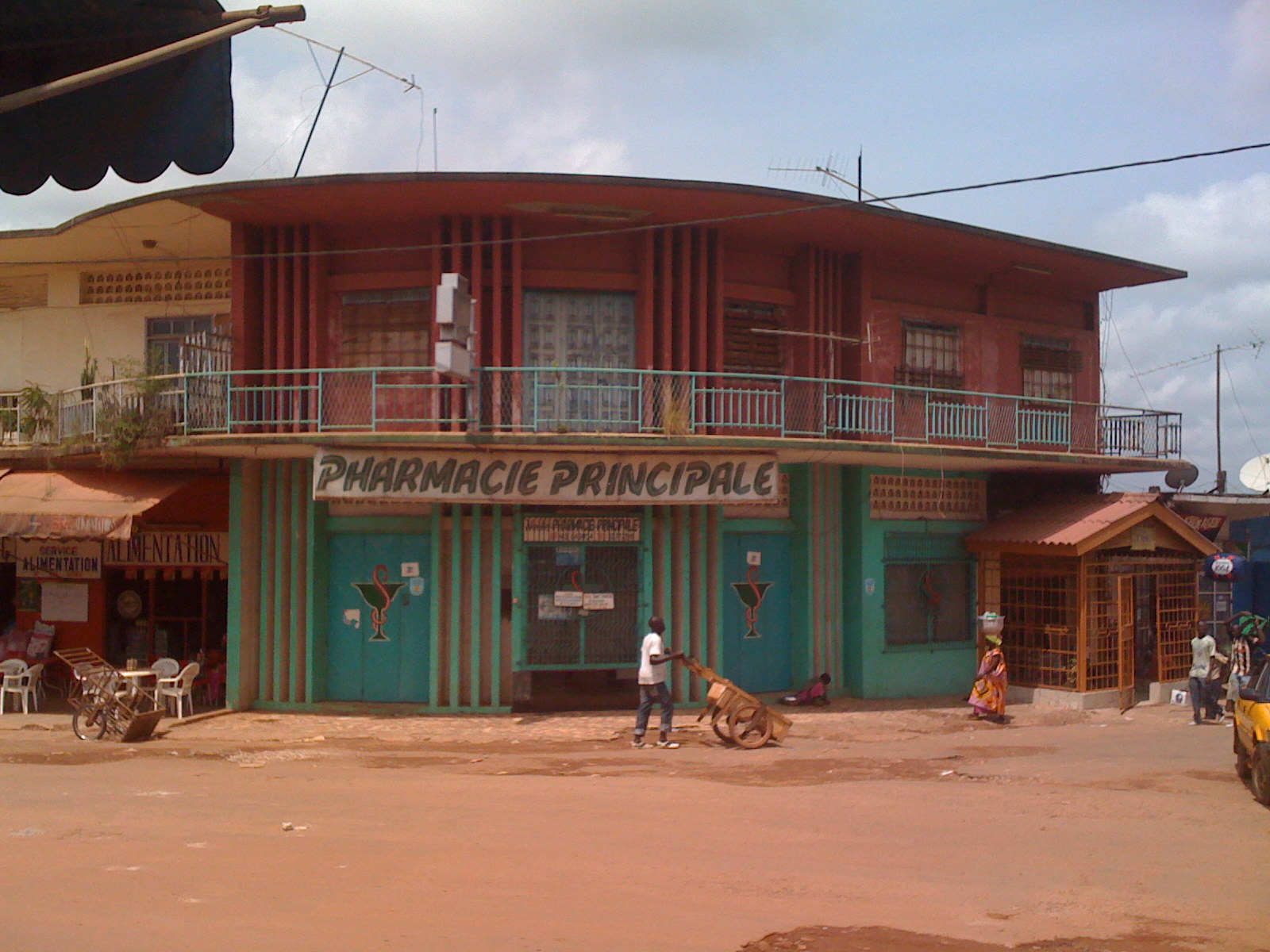
가뇨아의 약국

가뇨아(프랑스어: Gagnoa)는 코트디부아르 중부에 위치한 도시이다. 고지부아구와 고주의 중심지이다. 가뇨아도의 도청 소재지이기도 하다. 가뇨아는 또한 행정 구역이다. 2014년 기준으로 이 도시의 인구는 160,465명이다.
로마 가톨릭교회의 가뇨아 대교구 소재지이다.

## 기후
가뇨아는 열대 사바나 기후로 2월부터 3월부터 11월까지 우기가 길고, 12월과 1월을 중심으로 짧은 건기가 있다.